# Nimrod (Lenkwaffe)
Die Nimrod ist eine Rakete, die als Luft-Boden- oder Boden-Boden-Rakete genutzt werden kann. Sie wurde von der Israel Aerospace Industries (IAI) entwickelt und hergestellt.

## Geschichte und Technik
Israel Aircraft Industries MBT Weapon Systems Division begann mit der Entwicklung der Nimrod um das Jahr 1990. Sie wurde als semiaktive lasergeführte Panzerabwehrwaffe (ATGW) mit Tag-/Nachtfähigkeit konzipiert. Die Nimrod kann auch als Seezielflugkörper eingesetzt werden. Der Feststoffraketenmotor ermöglicht ihr eine Reichweite von 26 km bei Mach 0,8.
Die Rakete wird in einem verschlossenen Behälter aufbewahrt, der gleichzeitig als Startrampe dient. Das Gesamtgewicht der Rakete mit Kanister beträgt 150 kg. Sie wurde schon auf einem leichten Panzer AMX-13 montiert. In Kolumbien wird sie am M462 Abir in einer Gruppe von vier Raketen genutzt, die auf der hinteren Ladefläche montiert sind. In Israel wird sie primär an der Sikorsky S-65C Yas`ur zur Unterstützung diverser Sondereinheiten genutzt.

## Versionen

### Nimrod 2
Die Nimrod 2 ist eine Rakete, die über einen Suchkopf mit Dual-Mode-Laser+GPS verfügt. Sie hat eine Reichweite von 36 km und kann von einer mobilen Startplattform abgefeuert werden. Der Gefechtskopf wiegt 14 kg und sie kann mit verschiedenen Sprengköpfen für eine Vielzahl von Zielen ausgerüstet werden.

### Nimrod 3
Die Nimrod 3 hat eine Reichweite von 10 bis 50 km und einen Gefechtskopf, der jetzt 50 kg wiegt. Sie ist aber sonst wie die Nimrod 2 aufgebaut.

### Mikholit
Eine kleinere und leichtere Version die für bewaffnete Drohnen entwickelt wurde. Sie wiegt 20–30 kg und verfügt über eine Reichweite von 10 km.

## Einsatzländer
- Israel
- Kolumbien

## Waffenplattformen
- AMX-130
- Sikorsky S-65C Yas`ur
- F-16
- M462 Abir